# مائوارانوهلی
مائوارانوهلی (به لاتین: Maevaranohely) یک منطقهٔ مسکونی در ماداگاسکار است که در بوریزینی-واوائو واقع شده‌است. مائوارانوهلی ۴٬۰۰۰ نفر جمعیت دارد و ۸۵ متر بالاتر از سطح دریا واقع شده‌است.